# Patrick Baudry
Patrick Baudry (Douala, Kamerun, 1946. március 6. –) második francia űrhajós. Teljes neve Patrick Pierre Roger Baudry.
Az államközi egyezményt Charles de Gaulle francia Köztársasági elnök moszkvai látogatása alkalmával, 1966. június 30-án írták alá a két ország külügyminiszterei. Az Interkozmosz (oroszul: Интеркосмос [Intyerkoszmosz]) a Szovjetunió a kelet-európai országok, valamint további csatlakozó országok közös űrkutatási programjában vehetett részt.

## Életpálya
1965-ben lépett be a hadseregbe, 1967-től pilóta. 1970-ben mérnöki diplomát szerzett a francia Air Force Academy Ecole de L'Air akadémián. A francia légierő pilótatisztje, később berepülőpilóta. Több mint 100 repülőgép típuson repül és Afrika több országában végzett harci repülési feladatot. Repülési ideje 4000 óra, ebből 3300 órát sugárhatású géppel. 1980. június 12-től két éven keresztül részesült először űrhajóskiképzésben. Szakértőként tevékenykedett a francia űrkutatásban. Második alkalommal 1985. márciusban a NASA biztosított lehetőséget felkészítésre, majd lehetőséget világűrbeli szolgálat teljesítésére. Összesen 17 napot, 1 órát és 38 percet töltött a világűrben. Űrhajós pályafutását 1985. június 24-én fejezte be. 1996-tól berepülőpilóta az Airbus Training Centernél, 1999 óta az UNESCO jószolgálati nagykövete.

## Űrrepülések
- Szojuz T–6 űrvállalkozás tartalék (Leonyid Gyenyiszovics Kizim tartalék űrhajó parancsnok,  Vlagyimir Alekszejevics Szolovjov tartalék űrhajó fedélzeti mérnök) személyzetének tagja. Hazáját elsőként Jean-Loup Chrétien kutatóűrhajós képviselte a világűrben. Baudry tartalék kutatóűrhajós volt.
- Az STS–51–G jelű küldetés az amerikai űrrepülőgép-program 18., a Discovery űrrepülőgép ötödik repülése során rakományfelelős pozíciót töltött be.